# Liste der Baudenkmäler in Mötzing
Auf dieser Seite sind die Baudenkmäler in der Oberpfälzer Gemeinde Mötzing zusammengestellt. Diese Tabelle ist eine Teilliste der Liste der Baudenkmäler in Bayern. Grundlage ist die Bayerische Denkmalliste, die auf Basis des Bayerischen Denkmalschutzgesetzes vom 1. Oktober 1973 erstmals erstellt wurde und seither durch das Bayerische Landesamt für Denkmalpflege geführt wird. Die folgenden Angaben ersetzen nicht die rechtsverbindliche Auskunft der Denkmalschutzbehörde.

## Baudenkmäler nach Ortsteilen

### Mötzing
| Lage                                                    | Objekt                                         | Beschreibung | Akten-Nr.     | Bild                        |
| ------------------------------------------------------- | ---------------------------------------------- | --- | ------------- | --------------------------- |
| Kastnerstraße; Kastnerstraße 58; Laaberallee (Standort) | Katholische Benefiziumskirche Maria Immaculata | Saalbau mit abgewalmtem Satteldach, Flankenturm mit Zwiebelhaube und Giebelfassade mit Vorbau und Pilastergliederung, Chor und Turm gotisch, Langhaus im Kern romanisch, Erweiterung im Barock und Ende 19. Jahrhundert in Neurenaissanceformen; mit Ausstattung, am Langhaus Seelenhaus mit gotischer Pietà, um 1430; Friedhofsmauer, 18./19. Jahrhundert | D-3-75-171-1  | weitere Bilder              |
| Laaberallee 3 (Standort)                                | Ehemaliges Benefiziatenhaus                    | zweigeschossiger und giebelständiger Satteldachbau mit Kniestock, Vorschussgiebel und Putzgliederungen, um 1900 | D-3-75-171-14 | Ehemaliges Benefiziatenhaus |

### Dengling
| Lage                              | Objekt                              | Beschreibung | Akten-Nr.    | Bild           |
| --------------------------------- | ----------------------------------- | --- | ------------ | -------------- |
| Ammerstraße 2 (Standort)          | Zugehöriger Stall                   | Satteldachbau mit Bogenöffnungen und böhmischen Gewölben, 19. Jahrhundert | D-3-75-171-3 | BW             |
| Sankt-Markus-Straße 16 (Standort) | Katholische Filialkirche St. Markus | Saalbau mit abgewalmtem Satteldach und Flankenturm mit Spitzdach, Langhaus romanisch, im 18. Jahrhundert verlängert, Chor spätgotisch, 15. Jahrhundert; Friedhofsmauer, teilweise mit Stützpfeiler, in der Anlage wohl mittelalterlich | D-3-75-171-4 | weitere Bilder |

### Schafhöfen
| Lage                                                                                          | Objekt         | Beschreibung | Akten-Nr.    | Bild           |
| --------------------------------------------------------------------------------------------- | -------------- | --- | ------------ | -------------- |
| Schafhöfen 1; Schafhöfen 5; Schafhöfen 7; Schafhöfen 7; Schafhöfen 5; Schafhöfen 1 (Standort) | Gut Schafhöfen | Gutsarbeiterhaus (nördlicher Kopfbau), zweigeschossiger Walmdachbau mit Hoftor; Stallstadel, zweigeschossiger Satteldachbau mit Wohngeschoss und Gewölbe; Gutsarbeiterhaus (südlicher Kopfbau), zweigeschossiger Walmdachbau; Stallstadel, zweigeschossiger Satteldachbau mit Wohngeschoss, profanierte Kapelle St. Jakobus mit abgewalmtem Satteldach, Dachreiter mit Welscher Haube und gesprengtem Wappengiebel; Ende 17. Jahrhundert, Umbauten im 19. Jahrhundert | D-3-75-171-5 | weitere Bilder |

### Schönach
| Lage | Objekt                                          | Beschreibung | Akten-Nr.     | Bild                      |
| --- | ----------------------------------------------- | --- | ------------- | ------------------------- |
| Dorfstraße 20 (Standort) | Katholische Pfarrkirche Maria Rosenkranzkönigin | Saalbau mit eingezogenem Chor, Flankenturm mit Zwiebelhaube und Pilastergliederung, neubarock, 1921–22; mit Ausstattung | D-3-75-171-7  | weitere Bilder            |
| Hauptstraße; Schlossstraße; Sankt-Vitus-Straße; Eichenweg; Nähe Schlossallee; Schlossallee (Standort)                                                                               | Schloss Schönach                                | Hauptgebäude dreigeschossiger Walmdachbau mit Pilastergliederung, 1702 wohl von Giovanni Antonio Viscardi; mit Ausstattung; Nördlicher Außenpavillon, zweigeschossiger Zeltdachbau mit Putzgliederungen, 1707, anschließend eingeschossiger Satteldachbau; Südlicher Außenpavillon, zweigeschossiger Zeltdachbau mit Putzgliederungen, 1707, anschließend eingeschossiger Satteldachbau; Östlicher Außenpavillon, später Forsthaus, zweigeschossiger Zeltdachbau mit Putzgliederungen 1708, anschließend eingeschossiger Satteldachbau; Westliches Schlosstor, Pfeiler mit profilierten Deckplatten, 1708; Schlossallee auf die Westseite zuführend; Schlossparkmauer mit Kanzeln und Pfeilern mit Aufsätzen; 1. Viertel 18. Jahrhundert | D-3-75-171-10 | weitere Bilder            |
| Schloßstraße 3; Sankt-Vitus-Straße 12; Sankt-Vitus-Straße 14; Sankt-Vitus-Straße 10; Schloßstraße 3; Sankt-Vitus-Straße 10; Sankt-Vitus-Straße 12; Sankt-Vitus-Straße 14 (Standort) | Ökonomiehof des Schlosses                       | östlich giebelständiger Stadel mit Krüppelwalmdach und Wohnungen; westlich, traufständiger Stadel mit Krüppelwalmdach und Aufzugsgaube, daran Stadel mit Halbwalm- und Walmdach; Torhaus mit Toreinfahrt, eingeschossiger Krüppelwalmdachbau (teilweise erneuert) und zwei Pfeiler mit Aufsätzen; östliche Schlosseinfahrt mit Allee, Tor aus zwei Pfeilern mit Aufsätzen und zwei Remisen, eingeschossige Satteldachbauten; 1707 und 1. Viertel 18. Jahrhundert | D-3-75-171-8  | Ökonomiehof des Schlosses |
| Sankt-Martin-Straße 10; Äußere Au (Standort) | Ehemalige katholische Pfarrkirche St. Martin    | jetzt Friedhofskirche, Saalbau mit eingezogenem Chor, Flankenturm mit Zwiebelhaube und Pilastergliederung, Chor und Turmuntergeschosse gotisch, Langhaus barock, 1894 erweitert; mit Ausstattung; Reste der Friedhofsmauer, 18. Jahrhundert | D-3-75-171-9  | weitere Bilder            |

### Unterhaimbuch
| Lage                      | Objekt                                 | Beschreibung | Akten-Nr.     | Bild                                   |
| ------------------------- | -------------------------------------- | --- | ------------- | -------------------------------------- |
| Kirchstraße 39 (Standort) | Katholische Filialkirche St. Margareta | Saalbau mit abgewalmtem Satteldach und Westturm mit Zwiebelhaube, um 1730; mit Ausstattung                                                                    | D-3-75-171-13 | Katholische Filialkirche St. Margareta |
| Kirchstraße 39 (Standort) | Grabmal                                | der Familie Scheid mit Ädikularahmung, Beton, Kalkstein und Bronze, um 1913/15; Grabmal der Familie Scheid, Stele mit Relief des Guten Hirten, Beton, um 1913 | D-3-75-171-13 | Grabmal                                |